# Små-Sundstjärnarna
Små-Sundstjärnarna är varandra näraliggande sjöar i Bergs kommun i Jämtland och ingår i Ljungans huvudavrinningsområde.
- Små-Sundstjärnarna (Hackås socken, Jämtland, 696711-144641), sjö i Bergs kommun, 62°48′39″N 14°45′15″Ö / 62.8108°N 14.7542°Ö
- Små-Sundstjärnarna (Hackås socken, Jämtland, 696722-144624), sjö i Bergs kommun, 62°48′42″N 14°45′03″Ö / 62.8118°N 14.7509°Ö